# 栗田もも
栗田 もも（くりた もも、1976年7月22日 - ）は、日本のAV女優。

## 略歴
1990年代に活動した。1994年10月、『あなたとやりたい』でアリスJAPAN（ジャパンホームビデオ）よりAVデビュー。コギャル出身の美少女系AV女優で、AVでは清純な女子高生から奔放なコギャルまで多彩な役柄を演じた。活動後期にはシネマジックのSM作品にも出演し、陵辱される女スパイに扮した『ボンデージバトル　被虐の女戦士』は別キャストでシリーズ化されるほどの人気作となった。SM系雑誌でも数多くのグラビアを飾った。

## 人物
異なるプロフィールがいくつかある。
- 「淫モラルブルマー狩り」（1995年）のケース裏面のプロフィールでは、B:83・W:58・H:80としている[2]。
- XCITYプロフィールでは、生年月日:1976年2月22日、B:83（B-70）・W:58・H:85としている[1]。
- FANZAプロフィールでは、生年月日:1976年2月12日、B:83（Bカップ）・W:58・H:85としている[3]。

趣味:カラオケ。

## 作品

### アダルトビデオ（オリジナル作品）
1994年
- あなたとやりたい（10月14日、アリスJAPAN KA-1682）※デビュー作
- ヴァージンヒート（11月11日、アリスJAPAN KA-1686）
- いけにえ天使 奪われた令嬢（12月16日、サマンサ XS-2077）

1995年
- コギャル白書（1月20日、アリスJAPAN KA-1699）
- 舐めっ娘ももちゃん（2月24日、アリスJAPAN KA-1708）
- 半処女 君が大人になるいたみ（3月17日、サマンサ XS-2088）
- SEXブラックホール（4月14日、アリスJAPAN KA-1723）
- 淫モラルブルマー狩り（4月24日、笠倉出版社 CAV35-69）
- 平成イケイケ女学園 13（5月頃、シャトルジャパン HI-13）
- 若妻どれい 8（5月31日、シャイ企画 FE-190）
- 性徒諸君! 女子校生・花MAN開!!（6月30日、エイトマン IE-006）共演：麻宮淳子、飛鳥いずみ 全3名
- 官能伝説（6月30日、サクセス・ビデオ・コミュニティー SVC-3133）※「ヴァージンヒート」を再編集したもの

1996年
- インモラル天使 22（3月29日、シネマジック VS-406）
- 百合の診察室 レズビアンエクスタシー（7月19日、ギャング GA-45）共演：水島涼子
- おしめり手帖 5（8月31日、宇宙企画 MG-10）共演：一ノ瀬まや、早瀬まみ
- ボンデージバトル 被虐の女戦士（9月20日、シネマジック VS-428）共演：葉山美妃、野口由香、藤岡未玖
- ボンデージバトル 被虐の女戦士 2（10月18日、シネマジック VS-433）共演：葉山美妃、野口由香、藤岡未玖

1998年
- お嬢さまのおしゃぶり　（10月23日、ニューシネマジャパン/リビエール）

### アダルトビデオ（編集もの、BESTもの、DVD ほか）
1996年
- あなたともっとやりたい 乙女たちのデビュースペシャル（3月29日、アリスJAPAN KA-1783）全5名
- 新・咥え上手な乙女たち 3（7月5日、シネマジック GA-44）全7名
- ザ・レイプ 3（9月2日、笠倉出版社）全10名
- 被虐のマドンナたち 細川百合子・篠宮知世・水野愛・栗田もも・宮木汐音（シネマジック JRPP-018）全5名

1997年
- ベスト・オブ・シネマジック 被虐の天使たち'96（4月4日、シネマジック VS-457）全13名
- リップ倶楽部デラックス 3（4月25日、笠倉出版社 CAV36-79）全7名
- ベスト・オブ・インモラル天使 5（7月4日、シネマジック VS-472）全5名

1998年
- 淫モラルブルマー狩りスペシャル（12月18日、笠倉出版社 CAV37-99）全5名

2000年
- 被虐の女戦士（10月6日、シネマジック DD-003）DVD ※『被虐の女戦士』『被虐の女戦士 2』を収録 全4名
- インモラル天使 罪（10月27日、シネマジック DDR-001）DVD ※『インモラル天使』の総集編 全7名
- 鼻女倶楽部 2 新・ノーズプレイコレクション（シネマジック SO-32）全16名

2001年
- 栗田ももスペシャル（4月20日、アリスJAPAN DV-059）DVD ※『あなたとやりたい』『ヴァージンヒート』を収録
  - 栗田ももスペシャル（2002年4月26日、アリスJAPAN RDV-058）DVD ※『あなたとやりたい』『ヴァージンヒート』を収録
- 淫モラルブルマー狩り7時間スペシャル DVDコレクターズBOX（11月30日、デジタルバンク DBK-022）DVD 全10名

2002年
- 若妻どれい DVD PERFECT COLLECTION（9月20日、シャイ企画 RFEDV-127）DVD 全8名
- インモラル天使EX（10月25日、シネマジック DD-046）DVD 全15名
- 淫モラルブルマー狩りDX（11月15日、笠倉出版社 KAN-002）DVD 全5名

2005年
- 被虐の女戦士SP（5月20日、シネマジック VS-776）VHS 全13名
- インモラル天使 File.8（11月25日、シネマジック EE-008）DVD ※『インモラル天使 22～24』収録 全3名

2006年
- アリス・メモリアル 1994 氷高小夜 栗田もも 細川百合子 秋吉ゆか（1月20日、アリスJAPAN DV-570）DVD 全4名
- 萌え～！！ 美乳むすめ4時間！！ 栗田もも 羽柴ルミ 結城あかり 林由美香（5月19日、アリスJAPAN DV-618）DVD ※『舐めっ娘ももちゃん／栗田もも』『吸Pちゃん／羽柴ルミ』ほか全4作品を収録 全4名
- ザ・ノーズプレイコレクション DX3（7月28日、シネマジック DD-195）DVD 全35名

2007年
- ザ・スパンキング 2（7月4日、シネマジック DD-141）DVD 全29名
- 濡れしぐる女子校生あふれ出る肉欲。（10月31日、ビデオバンク BNDV-80018）DVD ※『濡れしぐる女豹たち/麻宮淳子』『性徒諸君! 女子校生・花MAN開!!/栗田もも』を収録

2013年以降
- 被虐の女戦士 ザ・ベスト（2013年6月1日、シネマジック CMA-009）DVD 全15名
- 制服美少女スレイブ倶楽部 2 被虐マゾ快楽の芽ばえ（2018年2月19日、シネマジック CMA-065）DVD 全13名

### イメージビデオ（R指定）
- 美女ヘア宣言　（1995年、オフィスセブン）

### オリジナルビデオ（成人指定）
- 実写版 淫獣学園 3 くノ一狩り（1996年2月24日、dez）監督:倉本薫 主演:氷高小夜 [4]
- BLUE SEASON 不純異性交遊（1996年9月27日、SEN PLANNING）監督:神野太 主演:立花杏子 [5]

## 雑誌
- URECCO 1995年2月号、8月号（ミリオン出版）
- オレンジ通信 1995年05月号（表紙）
- Bejeans 1995年4月15日号（英知出版）
- PHOTO SHOT Vol.9 21人の美少女最新グラビア満載!!（1995年6月25日、英知出版）
- Girls No.4（1995年7月1日、ワニマガジン）
- ビデオ・ザ・ワールド 1995年7月号（コアマガジン）
- おとこの遊び専科 1995年11月号（特別付録:栗田もも 等身大ヘアヌードポスター）（青人社）
- THE SPARK GIRLS Vol.14（1996年5月1日、ベストセラーズ）
- Girls NO.13（1997年5月15日、ワニマガジン）